# 久山純弘
久山 純弘（くやま すみひろ、1936年 - ）は、日本の外交官。岡山県出身。元国際連合事務次長補。元国際連合人間居住計画（UN-HABITAT）事務次長。元国際連合総会第5委員会議長（行財政問題担当）。元国連合同監査団（JIU）議長。日本国際連合協会理事。外務大臣表彰状受賞。瑞宝中綬章受賞。

## 人物・経歴
岡山県出身。岡山県立朝日高等学校卒業。東京大学教養学部卒業。上智大学国際部（現・国際教養学部）大学院修了。経済企画庁（現在は内閣府）、ニューヨークの国連開発計画（UNDP）等を経て、1975-1984年、日本政府国連代表部にて外交官として従事。その間、1979-83年に国連総会の主要委員会の一つである国連行財政諮問委員会（ACABQ）のメンバー、1983年には国連総会第5委員会議長を兼任。1984-1993年、国連事務次長補に着任、国連人間居住計画（UN-HABITAT）事務次長として本部のあるケニアのナイロビを本拠に、都市を中心とした人間の居住環境改善問題に尽力。1994年に独立行政法人国際協力機構（JICA）、1995-2004年には国連総会選出により国連合同監査団（JIU）のメンバーならびに同議長として、ジュネーブにて勤務。
2005年に帰国後、長年の国連諸活動への貢献を称えられ、外務大臣表彰状を受賞。また2015年春には瑞宝章（瑞宝中綬章）を受賞。国際基督教大学、国際大学で教鞭を執り、国連大学客員教授を経て、日本国連協会理事を含む多くの分野で積極的に活躍。